# 위험하게 무관한 연산자
양자장론에서 위험하게 무관한 연산자(영어: dangerously irrelevant operator)는 재규격화군에 따라 상관없지만, 그래도 낮은 에너지 물리에 영향을 미치는 연산자이다.

## 정의
위험하게 무관한 연산자는 재규격화군에 따라서 무관하지만, 장들의 진공 기댓값이 그 계수에 의존하여 낮은 에너지 물리에 큰 영향을 끼치는 연산자이다.
예를 들어, d차원 시공간에서 스칼라장 {\displaystyle \phi }가 다음과 같은 퍼텐셜을 갖는다고 하자.
{\displaystyle V\left(\phi \right)=-a\phi ^{\alpha }+b\phi ^{\beta }}
또한, {\displaystyle a\geq 0}이고 {\displaystyle \beta >\alpha }라고 하자. 이 경우, {\displaystyle \phi ^{\beta }}가 무관 연산자라면 낮은 에너지에서는 {\displaystyle b}가 매우 작게 돼, 이 항을 무시할 수 있을 것처럼 보인다. 그러나 이 퍼텐셜의 최솟값을 계산하면 다음과 같다.
{\displaystyle \langle \phi \rangle =\left({\frac {a\alpha }{b\beta }}\right)^{\frac {1}{\beta -\alpha }}=\left({\frac {a\alpha }{\beta }}\right)^{\frac {1}{\beta -\alpha }}b^{-{\frac {1}{\beta -\alpha }}}}
이는 {\displaystyle b}가 매우 작다면 {\displaystyle b}의 정확한 값에 매우 민감하게 영향을 밭는다.
모듈러스 공간이 있는 초대칭 이론의 경우, 보통 위험하게 무관한 연산자가 존재한다. 즉, 무관한 연산자의 값에 따라서 모듈러스 공간 속에서의 위치가 결정된다.

## 참고 문헌
- Amit, D.; L. Peliti (1982). “On dangerous irrelevant operators”. 《Annals of Physics》 (영어) 140: 207−231. Bibcode:1982AnPhy.140..207A. doi:10.1016/0003-4916(82)90159-2.